# Hotbasic
Hotbasic, Basic-kompilator som gör om Basickoden till snabb assemblerkod, programmen blir väldigt små. Med Hotbasic kan man göra Windows och Linuxprogram.

## Programexempel
Skapa ett enkelt Windowsprogram i hotbasic med en knapp och visa en dialogruta
```
create f as form

 caption="Test program"

 create b as button

   caption="Klicka här"

   onclick="bclick"

 end create

end create

f.showmodal

end

bclick:

 showmessage "Du har klickar på knappen"

return
```

### Det finns ett flertal olika program för att redigera källkod med
- HotIDE som följer med Hotbasic

### Avlusare
- Hotbasic Debugger

### Utvecklar forum
Utvecklarforum Hotbasic